# Landtagswahl in Liechtenstein 1936
Die Landtagswahl in Liechtenstein 1936 fand am 3. und 16. Februar 1936 statt und war die reguläre Wahl der Legislative des Fürstentums Liechtenstein. Hierbei wurden alle 15 Abgeordneten des Landtags des Fürstentums Liechtenstein in den beiden Wahlkreisen Ober- und Unterland vom Landesvolk gewählt.
- FBP: 11
- VU: 4

## Wahlergebnis
| Partei                              | Sitze    | Sitze     | Sitze     |
| ----------------------------------- | -------- | --------- | --------- |
| Partei                              | Oberland | Unterland | insgesamt |
| Fortschrittliche Bürgerpartei (FBP) | 5        | 6         | 11        |
| Vaterländische Union (VU)           | 4        | 0         | 4         |